# Дарчинян, Вахтанг Рубенович
Вахтанг (Вик) Рубенович Дарчинян (арм. Վախթանգ Դարչինյան, англ. Vakhtang (Vic) Darchinyan; род. 7 января 1976, Кировакан, Армянская ССР) — армянский боксёр, четырёхкратный чемпион Армении (1997—2000), призёр чемпионата Европы (1998), Кубка мира (1998) и Игр доброй воли (1998) среди любителей.
Чемпион мира в наилегчайшей весовой категории по версии IBF (2004—2007, 2008-2009). С 2008 по 2010 годы являлся чемпионом мира во 2-й наилегчайшей весовой категории по версиям WBA и WBC.

## Любительская карьера
Вахтанг Дарчинян начал заниматься боксом в 1983 году под руководством Вазгена Бадаляна. В 1996—1997 годах представлял на международных турнирах Украину; тренировался в спорткомплексе Киевского Автодорожного Института (ул. Киквидзе). В 1997-2000 годах входил в состав национальной сборной Армении, становился бронзовым призёром чемпионата Европы в Минске и Игр Доброй Воли в Нью-Йорке, был участником чемпионатов мира и Олимпийских игр в Сиднее. После олимпийского турнира принял решение завершить любительскую карьеру и, переехав в Австралию, начать профессиональную карьеру.

### Чемпионат Европы по боксу 1998 года
На чемпионате Европы 1998 года в Минске Вахтанг Дарчинян провёл три поединка:
- 1/8 финала: победа над итальянским боксёром Кармине Моларо по очкам (9:8)
- 1/4 финала: победа над македонским боксёром Мухамедом Алиёй по очкам (8:2)
- 1/2 финала: поражение от российского боксёра Ильфата Разяпова по очкам (2:6)

### Олимпийские игры 2000 года
На летних Олимпийских играх в Сиднее Вахтанг Дарчинян провёл два поединка:
- 1/8 финала: победа над российским боксёром Ильфатом Разяповым по очкам (20:11)
- 1/4 финала: поражение от казахстанского боксёра Булата Джумадилова по очкам (8:15)

## Профессиональная карьера
Дебютировал на профессиональном ринге в ноябре 2000 года. 17 декабря 2004 года получил право оспорить титул чемпиона мира в наилегчайшем весе (до 50,8 кг.) по версии IBF в бою против непобежденного обладателя этого титула колумбийца Ирене Пачеко. Дарчинян проигрывал бой, однако между 8-м и 9-м раундами возник[что?] фейерверк. Так как бой проходил на открытой арене, то поединок пришлось задержать на 10 минут. За это время армянин пришёл в себя и перехватил инициативу. В конце десятого и в начале одиннадцатого раунда Дарчинян дважды отправил Пачеко в нокдаун после чего рефери остановил бой и претенденту была присуждена победа техническим нокаутом.
В 2005-2007 годах Вахтанг Дарчинян успешно защищал завоёванный титул 6 раз. Наибольший резонанс в боксёрском мире вызвали его бои с мексиканцами Луисом Мальдонадо и Виктором Бургосом. Прошедший в июне 2006 года в Лас-Вегасе поединок с непобежденным Мальдонадо многими был признан очень красивым и зрелищным. Он завершился техническим нокаутом претендента в восьмом раунде.
3 марта 2007 года состоялся бой Вахтанга Дарчиняна с экс-чемпионом мира по версии IBF в первом наилегчайшем весе (до 49 кг.) Виктором Бургосом. Уже во втором раунде претендент побывал в нокдауне. Несмотря на полное преимущество Дарчиняна, Бургос и его команда не желали прекращения поединка, а рефери остановил превратившийся в избиение претендента бой лишь в двенадцатом раунде. В результате Бургосу потребовалась госпитализация для проведения операции по удалению внутричерепной гематомы.

## 7 июля2007Вик Дарчинян —Нонито Донэйр
- Место проведения:  Харбор Ярд Арена, Бриджпорт, Коннектикут, США
- Результат: Победа Донэйра техническим нокаутом в 5-м раунде в 12-раундовом бою
- Статус: Чемпионский бой за титул IBF в наилегчайшем весе (7-я защита Дарчиняна); чемпионский бой за титул IBO в наилегчайшем весе (6-я защита Дарчиняна)
- Рефери: Эдди Клаудио
- Счет судей: Стив Эпстейн (36—40 Донэйр), Джон Маккэй (38—38), Дон Трелла (38—38) — по данным BoxRec; по данным Showtime оценки 36—40 поставил Джон Маккэй
- Время: 1:38
- Вес: Дарчинян 50,80 кг; Донэйр 50,80 кг
- Трансляция: Showtime
- Счёт неофициальных судей: Марк Абрамс (38—38), Шерман Кейн (37—39 Донэйр), Джэк Обермайер (38—38)

В июле 2007 года Дарчинян проводил седьмую защиту своего титула, а его соперником был филиппинский боксёр Нонито Донэйр. В октябре 2006 года Дарчинян уже побеждал старшего брата Нонито Глена Донэйра и считался явным фаворитом и в этом бою. Перед боем на официальном сайте Вика Дарчиняна было написано: «Нонито Донейр, младший брат Гленна Донейра, готов доказать, что он балерун, как и его брат, а не боксёр. Приходите посмотреть как Дарчинян заставит Нонито Донейра танцевать» (англ. Nonito Donaire younger brother of Glenn Donaire is ready to proove that he is a ballet dancer just like his brother not a boxer. Come and see Vic Dadrchinyan making Nonito Donaire dance). Филиппинцу удалось с начала боя захватить инициативу, заставить чемпиона защищаться, а в середине пятого раунда левым встречным хуком сбить его с ног. Впервые в своей карьере оказавшийся на канвасе Дарчинян попытался подняться, но его повело, и он свалился на канаты. После этого рефери остановил бой. Поединок получил статусы «апсет года» и «нокаут года» по версии журнала «Ринг».

## 2 августа2008Дмитрий Кириллов —Вик Дарчинян
- Место проведения:  Эмеральд Куин Касино, Такома, Вашингтон, США
- Результат: Победа Дарчиняна нокаутом в 5 раунде в 12-ти раундовом бою
- Статус: Чемпионский бой за титул IBF во 2-м наилегчайшем весе (2-я защита Кириллова)
- Рефери: Эрл Браун
- Счет судей: Марти Денкин (36—40), Глен Хамада (36—40), Том Макдонах (36—40) — все в пользу Дарчиняна
- Время: 1:38
- Вес: Кириллов 51,90 кг; Дарчинян 51,70 кг
- Трансляция: Showtime
- Счёт неофициальных судей: Грант Клэрк (36—40), Игор Фрэнк (36—40), Шеймус Янг (36—40) — все в пользу Дарчиняна

После поражения от Донэйра Дарчинян заявил о желании провести матч-реванш, но не получив согласия филиппинца решил перейти в более тяжёлую весовую категорию. В августе 2008 года он получил право оспорить титул чемпиона по версии IBF уже во втором наилегчайшем весе (до 52,2 кг.) у россиянина Дмитрия Кириллова. Этот титульный бой состоялся 2 августа в американском городе Такома и прошёл при полном преимуществе претендента. В начале пятого раунда после серии пропущенных ударов в голову чемпион первый раз упал на канвас, но смог подняться на счёт 3. Он попытался отбегаться, но до конца раунда продержаться не смог и, пропустив встречный левый хук прямо в челюсть, опять оказался на полу. Россиянин сел на одно колено и стал слушать счёт, но подняться до того как судьи зафиксировали нокаут он уже не смог.

## 1 ноября2008Кристиан Михарес —Вик Дарчинян
- Место проведения:  The Home Depot Center, Карсон, Калифорния, США
- Результат: Победа Дарчиняна нокаутом в 9 раунде в 12-ти раундовом бою
- Статус: Чемпионский бой за титул WBC во 2-м наилегчайшем весе (8-я защита Михареса); чемпионский бой за титул WBA во 2-м наилегчайшем весе (2-я защита Михареса); чемпионский бой за титул IBF во 2-м наилегчайшем весе (1-я защита Дарчиняна)
- Рефери: Лу Морет
- Счет судей: Пэт Расселл (72—79), Джек Рейсс (72—79), Марти Денкин (72—79) — все в пользу Дарчиняна
- Время: 3:00
- Вес: Михарес 52,2 кг; Дарчинян 52,2 кг
- Трансляция: Showtime
- Счёт неофициальных судей: Игор Фрэнк (72—79), Стив Ким (72—79), Майкл Росентал (72—79) — все в пользу Дарчиняна

Завоевав звание чемпиона мира по версии IBF, Вахтанг Дарчинян дал согласие на объединение поясов. 1 ноября 2008 года в Карсоне (Калифорния) состоялся его бой за звание чемпиона мира во втором наилегчайшем весе с чемпионом мира во версиям WBA и WBC Кристианом Михаресом (Мексика). Уже в конце первого раунда Дарчинян провёл левый апперкот в челюсть и Михарес, рухнув на канвас, смог подняться лишь на счёт 8. В дальнейшем мексиканский боксёр пытался выравнять бой, но инициатива оставалась у Дарчиняна, и в девятом раунде последнему удалось провести решающую атаку. Левый хук в челюсть снова сбил Михареса с ног. Рефери досчитал до пяти, и видя, что мексиканец не предпринимает попыток встать, прекратил бой и зафиксировал нокаут.

## 11 июля2009Джозеф Агбеко—Вик Дарчинян
- Место проведения:  BankAtlantic Center, Sunrise, Флорида, США
- Результат: Победа Агбеко решением судей.
- Статус: Чемпионский бой за титул IBF в легчайшем весе
- Рефери: Томми Киммонс
- Счет судей: Майкл Перник 114—113, Майк Росс 114—113, Роки Янг 116—111 (все в пользу Агбеко)
- Время:
- Вес: Агбеко 52,95 кг; Дарчинян 53,41 кг
- Трансляция:
- Счёт неофициальных судей:

Завладев тремя чемпионскими поясами во втором легчайшем весе, Вахтанг Дарчинян попытался оспорить чемпионский титул по версии IBF в легчайшем весе (до 53,5 кг.). 11 июля 2009 года в Санрайзе (Флорида) состоялся его бой с обладателем этого титула ганцем Джозефом Агбеко. Поединок продлился все двенадцать раундов и прошёл в упорной и равной борьбе. В результате судьи отдали предпочтение ганскому боксёру по очкам.

### 2010—2011
Несмотря на поражение от Агбеко, Вахтанг Дарчинян не лишился своих чемпионских поясов, завоёванных в рамках второго наилегчайшего веса, но из-за полученных в бою с Агбеко и требующих длительного заживления рассечений бровей не смог в назначенные IBF сроки провести обязательную защиту своего пояса по этой версии, поэтому в конце июля был вынужден оставить этот пояс вакантным. Свои чемпионские титулы по версиям WBA и WBC Дарчинян успешно защитил в декабре 2009 года в бою с Томасом Рохасом и марте 2010 года в поединке с Родриго Герреро.
В 2011 году проиграл мексиканцу Абнеру Маресу.

### Чемпионский бой сАнсельмо Морено
3 декабря 2011 года встретился с чемпионом мира в легчайшем весе по версии WBA панамцем Ансельмо Морено. Проиграл по очкам, единогласным решением судей.

### Чемпионский бой сСинсуке Яманакой
В апреле 2012 года проиграл по очкам за титул чемпиона мира по версии WBC в легчайшем весе японцу Синсуке Яманаке.

### Второй бой сНонито Донэйром
9 ноября 2013 года во второй раз встретился с филиппинцем Нонито Донэйром. Поединок был рассчитан на 10 раундов. Донэйр одержал победу техническим нокаутом в 9-м раунде. Дарчинян вёл на карточках двух судей со счётом 78/74. Ещё у одного судьи была ничья — 76/76.

### Чемпионский бой сНиколасом Уолтерсом
7 февраля 2015 года встретился с чемпионом мира в полулёгком весе по версии WBA ямайцем Николасом Уолтерсом. Уолтерс нокаутировал Дарчиняна в 5-м раунде.

### Чемпионский бой сХесусом Куэльяром
6 июня 2015 года встретился с чемпионом мира в полулёгком весе по версии WBA аргентинцем Хесусом Куэльяром. Куэльяр нокаутировал Дарчиняна в 8-м раунде.

## Статистика боёв
В таблице перечислены результаты всех поединков боксёров.
В каждой строке указан результат поединка. Дополнительно номер поединка обозначен цветом, который обозначает итог поединка. Расшифровка обозначений и цветов представлена в нижеследующей таблице.
| Пример | Расшифровка                     |
| ------ | ------------------------------- |
|        | Победа                          |
|        | Ничья                           |
|        | Поражение                       |
|        | Планируемый поединок            |
|        | Поединок признан несостоявшимся |
| КО     | Нокаут                          |
| ТКО    | Технический нокаут              |
| PTS    | Решение судей (по очкам)        |
| UD     | Единогласное решение судей      |
| MD     | Решение большинства судей       |
| SD     | Раздельное решение судей        |
| RTD    | Отказ от продолжения боя        |
| DQ     | Дисквалификация                 |
| NC     | Поединок признан несостоявшимся |

| Бой | Дата             | Соперник                         | Место проведения                                                                | Результат  | Примечание |
| --- | ---------------- | -------------------------------- | ------------------------------------------------------------------------------- | ---------- | --- |
| 53  | 10 марта 2017    | Пакпум Хаммарач (14-14-0)        | Metro City, Нортбридж, Западная Австралия, Австралия                            | KO1 (6)    | |
| 52  | 16 июля 2016     | Серхио Фриас (17-6-2)            | Legacy Arena, Бирмингем, Алабама, США                                           | KO2 (8)    | |
| 51  | 12 декабря 2015  | Крис Паулино (14-2-0)            | Alexandria Basketball Stadium, Perry Park, Новый Южный Уэльс, Австралия         | RTD2 (10)  | Вакантный титул WBC Asian Boxing Council во 2-м легчайшем весе. |
| 50  | 3 октября 2015   | Монгколчай Лукмуангканч (12-4-0) | Alexandria Basketball Stadium, Perry Park, Новый Южный Уэльс, Австралия         | TKO2 (10)  | |
| 49  | 6 июня 2015      | Хесус Куэльяр (26-1-0)           | StubHub Center, Карсон, Калифорния, США                                         | KO8 (12)   | Чемпион мира в полулёгком весе по версии WBA (1-я защита Куэльяра). Дарчинян в нокдауне в 8-м раунде.                                                              |
| 48  | 7 февраля 2015   | Хуан Хименес (19-8-0)            | Domo del Palacio Municipal, Четумаль, Кинтана-Роо, Мексика                      | TKO9 (10)  | |
| 47  | 31 мая 2014      | Николас Уолтерс (23-0-0)         | Cotai Arena, Venetian Resort, Macao, Макао, Китай                               | KO5 (12)   | Чемпион мира в полулёгком весе по версии WBA (2-я защита Уолтерса). Дарчинян в нокдауне один раз во 2-м раунде и два раза в 5-м.                                   |
| 46  | 9 ноября 2013    | Нонито Донэйр (2) (31-2-0)       | American Bank Center, Корпус-Кристи, Техас, США                                 | TKO9 (10)  | Дарчинян в нокдауне в 9-м раунде. |
| 45  | 11 мая 2013      | Хавьер Гальо (18-6-1)            | Uni-Trade Stadium, Ларедо, Техас, США                                           | TKO4 (10)  | |
| 44  | 29 сентября 2012 | Луис Дель Валье (16-0-0)         | MGM Grand at Foxwoods Resort, Машантакет, Коннектикут, США                      | UD10 (10)  | Вакантный титул NABF во 2-м легчайшем весе. Счёт судей: 96/94 и 99/91 (дважды).                                                                                    |
| 43  | 6 апреля 2012    | Синсуке Яманака (15-0-2)         | Tokyo International Forum, Токио, Япония                                        | UD12 (12)  | Чемпиона мира в легчайшем весе по версии WBC (1-я защита Яманаки). Счёт судей: 111/117 и 112/116 (дважды).                                                         |
| 42  | 3 декабря 2011   | Ансельмо Морено (31-1-1)         | Honda Center, Анахайм, Калифорния, США                                          | UD12 (12)  | Чемпиона мира в легчайшем весе по версиям WBA (9-я защита Морено) и IBO (2-я защита Дарчиняна). Счёт судей: 111/116, 110/117, 107/120.                             |
| 41  | 3 сентября 2011  | Эванс Мбамба (18-1-0)            | Karen Demirchyan Sports Complex, Ереван, Армения                                | UD12 (12)  | Чемпион мира в легчайшем весе по версии IBO (1-я защита Дарчиняна). Мбамба в нокдауне в 1-м раунде. Счёт судей: 119/107 и 120/107 (дважды).                        |
| 40  | 23 апреля 2011   | Йонни Перес (20-1-1)             | Nokia Theater, Лос-Анджелес, Калифорния, США                                    | TD5 (12)   | Вакантный титул чемпиона мира в легчайшем весе по версии IBO. Перес в нокдауне во 2-м раунде. Счёт судей: 50/44 (все).                                             |
| 39  | 11 декабря 2010  | Абнер Марес (20-0-1)             | Emerald Queen Casino, Такома, Вашингтон, США                                    | SD12 (12)  | Чемпион мира в легчайшем весе по версии IBO (1-я защита Дарчиняна). Вакантный титул WBC Silver. Счёт судей: 115/111, 112/113, 111/115.                             |
| 38  | 20 мая 2010      | Эрик Барселона (51-17-5)         | Leagues Club, Парраматта, Новый Южный Уэльс, Австралия                          | UD12 (12)  | Вакантный титул чемпиона мира в легчайшем весе по версии IBO. Барселона два раза в нокдауне в 5-м раунде и один раз в 11-м. Счёт судей: 116/108, 118/105, 120/103. |
| 37  | 6 марта 2010     | Родриго Герреро (13-1-1)         | Agua Caliente Casino, Rancho Mirage, Калифорния, США                            | UD12 (12)  | Чемпион мира во 2-м наилегчайшем весе по версиям WBC (3-я защита Дарчиняна) и WBA (3-я защита Дарчиняна). Счёт судей: 117/111, 118/110, 120/108.                   |
| 36  | 12 декабря 2009  | Томас Рохас (31-11-1)            | Agua Caliente Casino, Rancho Mirage, Калифорния, США                            | KO2 (12)   | Чемпион мира во 2-м наилегчайшем весе по версиям WBC (2-я защита Дарчиняна) и WBA (2-я защита Дарчиняна).                                                          |
| 35  | 11 июля 2009     | Джозеф Агбеко (26-1-0)           | BankAtlantic Center, Санрайз, Флорида, США                                      | UD12 (12)  | Чемпион мира в легчайшем весе по версии IBF (2-я защита Агбеко). Счёт судей: 113/114 (дважды) и 111/116.                                                           |
| 34  | 27 февраля 2009  | Хорхе Арсе (51-4-1)              | Honda Center, Анахайм, Калифорния, США                                          | RTD11 (12) | Чемпион мира во 2-м наилегчайшем весе по версиям WBC (1-я защита Дарчиняна), WBA (1-я защита Дарчиняна) и IBF (2-я защита Дарчиняна).                              |
| 33  | 1 ноября 2008    | Кристиан Михарес (36-3-2)        | Home Depot Center, Карсон, Калифорния, США                                      | KO9 (12)   | Чемпион мира во 2-м наилегчайшем весе по версиям IBF (1-я защита Дарчиняна), WBC (8-я защита Михареса) и WBA (2-я защита Михареса).                                |
| 32  | 2 августа 2008   | Дмитрий Кириллов (29-3-1)        | Emerald Queen Casino, Такома, Вашингтон, США                                    | KO5 (12)   | Чемпион мира во 2-м наилегчайшем весе по версии IBF (2-я защита Кириллова).                                                                                        |
| 31  | 2 февраля 2008   | Зи Горрес (27-2-1)               | Cebu City Waterfront Hotel & Casino, Barangay Lahug, Cebu City, Себу, Филиппины | SD12 (12)  | Бой за звание претендента на титул чемпиона мира IBF во 2-м наилегчайшем весе. Счёт судей: 112/113, 113/113, 114/112.                                              |
| 30  | 20 октября 2007  | Федерико Катубей (21-12-3)       | Auburn RSL Club, Auburn, Сидней, Новый Южный Уэльс, Австралия                   | TKO12 (12) | Вакантный титул чемпиона мира во 2-м наилегчайшем весе по версии IBO. Вакантный титул IBF Australasian. Катубей в нокдауне в 7-м и 11-м раундах.                   |
| 29  | 7 июля 2007      | Нонито Донэйр (17-1-0)           | Harbour Yard Arena, Бриджпорт, Коннектикут, США                                 | TKO5 (12)  | Чемпион мира в наилегчайшем весе по версиям IBF (7-я защита Дарчиняна) и IBO (6-я защита Дарчиняна).                                                               |
| 28  | 3 марта 2007     | Виктор Бургос (39-14-3)          | Home Depot Center, Карсон, Калифорния, США                                      | TKO12 (12) | Чемпион мира в наилегчайшем весе по версиям IBF (6-я защита Дарчиняна) и IBO (5-я защита Дарчиняна). Бургос в нокдауне во 2-м раунде.                              |
| 27  | 7 октября 2006   | Гленн Донэр (16-2-1)             | Mandalay Bay Resort & Casino, Лас-Вегас, Невада, США                            | TD6 (12)   | Чемпион мира в наилегчайшем весе по версиям IBF (5-я защита Дарчиняна) и IBO (4-я защита Дарчиняна). Счёт судей: 60/53 (все).                                      |
| 26  | 3 июня 2006      | Луис Мальдонадо (31-1-1)         | Thomas & Mack Center, Лас-Вегас, Невада, США                                    | TKO8 (12)  | Чемпион мира в наилегчайшем весе по версиям IBF (4-я защита Дарчиняна) и IBO (3-я защита Дарчиняна).                                                               |
| 25  | 3 марта 2006     | Диосдадо Габи (26-2-1)           | Chumash Casino, Санта-Инез, Калифорния, США                                     | TKO8 (12)  | Чемпион мира в наилегчайшем весе по версиям IBF (3-я защита Дарчиняна) и IBO (2-я защита Дарчиняна).                                                               |
| 24  | 24 августа 2005  | Хаир Хименес (23-3-1)            | Entertainment Centre, Сидней, Новый Южный Уэльс, Австралия                      | TKO5 (12)  | Чемпион мира в наилегчайшем весе по версиям IBF (2-я защита Дарчиняна) и IBO (1-я защита Дарчиняна).                                                               |
| 23  | 27 марта 2005    | Мзукиси Сикали (29-4-2)          | State Sports Centre, Homebush Bay, Сидней, Новый Южный Уэльс, Австралия         | TKO8 (12)  | Чемпион мира в наилегчайшем весе по версиям IBF (1-я защита Дарчиняна) и IBO (3-я защита Сикали).                                                                  |
| 22  | 16 декабря 2004  | Ирене Пачеко (30-0-0)            | Seminole Hard Rock Hotel and Casino, Холливуд, Флорида, США                     | TKO11 (12) | Чемпион мира в наилегчайшем весе по версии IBF (7-я защита Пачеко).                                                                                                |
| 21  | 16 апреля 2004   | Фалазона Фидал (3-8-0)           | Basketball Stadium, Dandenong, Виктория, Австралия                              | TKO2 (8)   | |
| 20  | 12 декабря 2003  | Ванди Сингвангча (38-7-0)        | Badgery’s Pavilion, Homebush Bay, Сидней, Новый Южный Уэльс, Австралия          | KO5 (12)   | Бой за звание претендента на титул чемпиона мира IBF в наилегчайшем весе.                                                                                          |
| 19  | 3 октября 2003   | Дозер Тобинг (2-8-0)             | Badgery’s Pavilion, Homebush Bay, Сидней, Новый Южный Уэльс, Австралия          | KO1 (10)   | |
| 18  | 8 августа 2003   | Алехандро Монтиель (48-4-0)      | Panthers World of Entertainment, Пенрит, Новый Южный Уэльс, Австралия           | UD10 (10)  | Счёт судей: 100/88, 100/84, 100/83. |
| 17  | 13 июня 2003     | Ванди Сингвангча (38-6-0)        | Auburn RSL Club, Auburn, Сидней, Новый Южный Уэльс, Австралия                   | TKO4 (12)  | Титул IBF Pan Pacific в наилегчайшем весе (3-я защита Дарчиняна).                                                                                                  |
| 16  | 11 апреля 2003   | Рауль Элисео Медина (10-2-1)     | Panthers World of Entertainment, Пенрит, Новый Южный Уэльс, Австралия           | TD8 (12)   | Титул IBF Pan Pacific в наилегчайшем весе (2-я защита Дарчиняна).                                                                                                  |
| 15  | 13 декабря 2002  | Пхисес Вор Сурапол (1-11-0)      | Rosehill Gardens Racecourse, Роузхилл, Новый Южный Уэльс, Австралия             | TKO3 (12)  | Титул IBF Pan Pacific в наилегчайшем весе (1-я защита Дарчиняна).                                                                                                  |
| 14  | 9 ноября 2002    | Альберт Рисли (1-5-0)            | Challenge Stadium, Перт, Западная Австралия, Австралия                          | TKO3 (8)   | |
| 13  | 25 октября 2002  | Хамадани Томагола (0-2-0)        | Star City Casino, Сидней, Новый Южный Уэльс, Австралия                          | KO4        | |
| 12  | 2 августа 2002   | Паномдедж Охютанакорн (20-13-0)  | Le Montage Function Centre, Сидней, Новый Южный Уэльс, Австралия                | TKO4 (12)  | Вакантный титул IBF Pan Pacific в наилегчайшем весе. |
| 11  | 14 июня 2002     | Фарзан Али-младший (12-1-0)      | Enmore Theatre, Сидней, Новый Южный Уэльс, Австралия                            | TKO6 (12)  | Титул Oceanic Boxing Association в легчайшем весе. |
| 10  | 19 апреля 2002   | Прасоб Нуклианг (0-2-0)          | Le Montage Function Centre, Сидней, Новый Южный Уэльс, Австралия                | KO2 (8)    | |
| 9   | 8 февраля 2002   | Вин Натионман (0-3-0)            | Le Montage Function Centre, Сидней, Новый Южный Уэльс, Австралия                | KO3 (8)    | |
| 8   | 16 ноября 2001   | Пуна Еминент (0-2-1)             | Nineveh Sports Club, Сидней, Новый Южный Уэльс, Австралия                       | KO3 (8)    | |
| 7   | 18 октября 2001  | Санде Кизито (1-2-0)             | Star City Casino, Сидней, Новый Южный Уэльс, Австралия                          | TKO7 (12)  | Вакантный титул чемпиона Австралии в наилегчайшем весе. |
| 6   | 31 августа 2001  | Прасоб Нуклианг (0-1-0)          | Eastern Suburbs Rugby League Club, Сидней, Новый Южный Уэльс, Австралия         | TKO6 (8)   | |
| 5   | 3 августа 2001   | Дэвид Пикнелл (3-4-0)            | Bellevue Function Centre, Сидней, Новый Южный Уэльс, Австралия                  | KO3        | |
| 4   | 29 июня 2001     | Санде Кизито (1-1-0)             | Bellevue Function Centre, Бэнкстаун, Новый Южный Уэльс, Австралия               | PTS6 (6)   | |
| 3   | 20 апреля 2001   | Селвио Глиносо (1-4-0)           | Le Montage Function Centre, Сидней, Новый Южный Уэльс, Австралия                | TKO2 (6)   | |
| 2   | 9 февраля 2001   | Ишем Блида (дебют)               | Le Montage Events Centre, Leichhardt, Сидней, Новый Южный Уэльс, Австралия      | PTS4 (4)   | |
| 1   | 3 ноября 2000    | Санде Кизито (дебют)             | Star City Casino, Сидней, Новый Южный Уэльс, Австралия                          | PTS6 (6)   | |
| Бой | Дата             | Соперник                         | Место проведения                                                                | Результат  | Примечание |

## Награды
- Медаль «За заслуги перед Отечеством» 1-й степени (2011)[12]
- Медаль Мовсеса Хоренаци (2008).